# Xã Glenmore, Quận LaMoure, Bắc Dakota
Xã Glenmore (tiếng Anh: Glenmore Township) là một xã thuộc quận LaMoure, tiểu bang Bắc Dakota, Hoa Kỳ. Năm 2010, dân số của xã này là 53 người.